# ألفا روميو جوليا
ألفا روميو جوليا (بالإنجليزية: Alfa Romeo Giulia) هي سيارة تم تصنيعها من قبل شركة ألفا روميو للسيارات الإيطالية.